# Полев, Осип Васильевич
Осип Васильевич Полев — голова и воевода во времена правления Ивана IV Васильевича Грозного.
Из дворянского рода Полевы. Старший сын воеводы Василия Васильевича Полева по прозванию Меньшой (погиб в бою 1536). Имел братьев: есаула Ивана Васильевича (1551) и рынду Владимира Васильевича (погиб под Казанью 1553).

## Биография
В 1551 году двадцать четвёртый голова в Государевом полку в походе к Полоцку и под его началом сто семьдесят семь детей боярских. В 1554 году переведён вторым воеводою из Брянска в Новгород Северский. В 1555—1556 годах воевода в Чебоксарах с боярином и князем Дмитрием Ивановичем Хилковым и князем Засекиным. В 1558 году вновь третий воевода в Чебоксарах. В 1559 году после взятия Феллина (Вилян), сперва второй, а после третий воевода в нём оставленный, откуда переведён первым воеводою в Юрьев-Ливонский. В 1562 году пристав у царя Симеона Бекбулатовича и царевича Кайбулы в Великих Луках. В 1564/65 годах его жена, вместе с сыновьями, по приказу мужа отдала в возмещении долга Ивану Андреевичу Матафтину половину сельца Давыдовского-Панюшкино в Осецком стане Костромского уезда.
Умер до 1571 года, когда его вдова, вместе с сыном Иваном Осиповичем передала Иосифо-Волоколамскому монастырю старинную вотчину мужа — село Быково с тремя деревнями (Митино, Ефремово и Шебаново) в Сестринском стане Волоцкого уезда, а также много ценных вещей.
Похоронен в Иосифо-Волокаламском монастыре.

## Семья
Жена Анна Алексеевна урождённая Сумарокова:
- Полев Григорий Осипович — рында, голова и опричный воевода.
- Полев Иван Осипович — голова и воевода.